# 後冷泉天皇
後冷泉天皇（日语：／ Go-reizei Tennō；1025年8月28日—1068年5月22日），為日本第70代天皇（1045年2月5日—1068年5月22日在位）。諱親仁（日语：／ Chikahito）。父後朱雀天皇。母藤原道長之女──藤原嬉子。乳母為紫式部之女大貳三位。

## 略歷
萬壽2年（1025年）8月3日誕生，2日後生母東宮妃嬉子即逝世。長元9年（1036年）2月22日親王宣下。長曆元年（1037年）7月2日行元服禮並敘三品。同年8月17日被立為皇太子。寬德2年（1045年）4月8日即位。治曆4年（1068年）4月19日崩御，享年44歲。
後冷泉天皇以兩位藤原氏一族的女子為皇后，其中藤原歡子生下了皇子卻在出生當日夭折，因而後冷泉天皇死後沒有皇子能繼位，於是由異母弟即位為後三条天皇，由於後三条天皇與藤原氏關係較為疏遠，再加上自從後冷泉天皇的生母藤原嬉子逝世後，宮中所有藤原氏的女子就沒有人能夠產下皇子，因此造成藤原氏一族的權力衰退。

## 家族
後冷泉天皇是日本歷代天皇中唯一三后並立的天皇。在後冷泉天皇之後的鳥羽天皇、二条天皇與後堀河天皇也都有三名皇后，但三位皇后的在位期間相互交錯，後冷泉天皇則三后並存。
章子內親王入宮最早，為中宮。後藤原寬子入宮，依慣例較早入宮的章子將成為名義上地位較高的皇后並由寬子成為中宮，但章子希望保留中宮身分，因此由寬子成為皇后。治曆4年（1068年）4月，在後冷泉天皇逝世前夕，准后女御藤原歡子成為皇后。歡子成為皇后後，依入宮順序，三后的身分改為：中宮章子為皇太后、寬子皇后為中宮，歡子仍稱皇后。改號後2日，後冷泉天皇逝世。
- 父：後朱雀天皇（1009-1045）
- 母：禎子內親王（1013-1094，陽明門院）：三條天皇之女
- 皇后：藤原歡子（1021-1102）：藤原教通之女
- 中宮：
  - 章子內親王（1026-1105）：後一條天皇之女
  - 藤原寬子（1036-1127）：藤原賴通之女

- 皇子：
  - 藤原歡子：
    - 夭折（1049）

  - 菅原氏：
    - 高階為行（1059-1107）

康平二年（1059年），後冷泉天皇的一位女房、安樂寺別當增守之女菅原氏產下一子，後以貴族高階為家次子的名義出養，取名高階為行，菅原氏後來再嫁藤原師信。高階為行是源賴朝的祖先之一，同時藉由西園寺姞子成為現代日本皇室的祖先之一。